# Кондря (Галац)
Кондря (рум. Condrea) — село у повіті Галац в Румунії. Входить до складу комуни Умбререшть.
Село розташоване на відстані 175 км на північний схід від Бухареста, 56 км на північний захід від Галаца, 141 км на схід від Брашова.

## Населення
За даними перепису населення 2002 року у селі проживали 660 осіб, з них 657 осіб (99,5%) румунів. Усі жителі села рідною мовою назвали румунську.